# Udorka
Udorka – struga, prawy dopływ Pilicy o długości 8,52 km.
Struga jest dopływem Pilicy w górnym jej biegu. Początkowo biegnie w kierunku północno-wschodnim wśród lasów. Przepływa obok ruin zamku Udórz, za którymi przyjmuje swój pierwszy dopływ, Porębiankę. We wsi Udórz zasila miejscowe stawy a następnie skręca na północ, gdzie wpada do niej drugi dopływ, Chlinka. Na wysokości wsi Wola Libertowska uchodzi do Pilicy.